# North York (Toronto)
North York è un distretto ed ex municipalità, facente ora parte della città di Toronto in Ontario, in Canada. È situato lungo la Yonge Street e circonda l'omonima stazione metropolitana di Toronto.

## Geografia
Geograficamente, comprende la parte centrale della sezione settentrionale di Toronto. Secondo il censimento del 2006 ha una popolazione di 635.370 abitanti.
Si trova direttamente a nord di York, Old Toronto e East York, tra Etobicoke a ovest e Scarborough a est. 

## Storia
Fino al 1998 fu la seconda più grande delle sei municipalità che comprende l'Area metropolitana di Toronto. L'anno precedente il governo provinciale dell'Ontario legiferò sull'unione di queste municipalità in una sola, fondendole nella Città di Toronto.
Il suo distretto affaristico prende il nome di North York Center

## Amministrazione

### Gemellaggi
- Serra San Bruno
- Cassino

## Sindaci
- 1922-1929 R.F. Hicks, Reeve
- 1929-1930 James Muirhead, Reeve
- 1931-1933 George B. Elliott, Reeve
- 1934-1940 R. Earl Bales, Reeve
- 1941-1949 George H. Mitchell, Reeve
- 1950-1952 N.A. Boylen, Reeve
- 1953-1956 Fred J. McMahon, Reeve
- 1957-1958 Vernon M. Singer, Reeve
- 1959-1964 Norman C. Goodhead, Reeve
- 1965-1966 James D. Service, Reeve
- 1967-1969 James D. Service, Mayor
- 1970-1972 Basil H. Hall, Mayor
- 1973-1997 Mel Lastman, Mayor

## Sport
- North York Panthers cricket club[1]
- North York Rangers - member of the Central Division of the Ontario Junior Hockey League
- North York Rockets - Canadian Soccer League
- North York Storm[2]
- Gwendolen Tennis Club[3]
- North York Aquatic Club[4]
- North York Astros[5] - member of Canadian Soccer League
- North York Fire Basketball[6]
- North York Hockey League[7]
- North York Hearts Azzurri Soccer Club[8]
- North York Baseball Association North York Baseball Association